# Fire!ファイアー
『Fire!』（ファイアー）は、2006年に公開された日本の映画。
監督は中川陽介、主演は柴理恵。
なお、主演の柴は本作完成後に急逝。本作とサウンドトラック、オリジナルアルバム「横顔」だけが、彼女の遺作となった。

## あらすじ
沖縄県・コザ。地元の青年・龍ニ、カズト、たまきは、バンドで一旗あげようとするもののクラブでの出演機会が得られない。ある日、クラブのバーのオーナー（玉城満）からR&Bのコピーを条件に出演機会を得る。
コピーするには、英語のR&Bを歌いこなすボーカルが要る。そんなとき、偶然にも晶（あきら）に出会う。
港で沖縄民謡を美しく歌い上げる晶。瞬間、魅了された龍二は、バンドに誘う。

## キャスト
- 柴理恵
- 近藤将人
- 平敷慶吾
- 及川仲
- 玉城満

## スタッフ
- 監督・脚本 - 中川陽介
- エグゼクティブプロデューサー - 今福英治郎
- 音楽 - 沢田穣治
- 主題歌 - Fire!
- 撮影 - 芦澤明子
- 編集 - 掛須秀一
- 録音 - 岡本立洋